# 新高崎競馬応援団

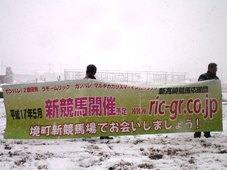
高崎競馬場で新競馬場開催をアピールする新高崎競馬応援団

新高崎競馬応援団（しんたかさきけいばおうえんだん）とは、廃止された高崎競馬場の関係者によって2004年（平成16年）12月に結成された団体である。
当初、2005年（平成17年）5月に新競馬場を開設する目標を掲げていたが、行政の協力が得られずに計画は頓挫。現在は活動をほぼ休止している。2005年（平成17年）5月、同じく3月に廃止された宇都宮競馬場の関係者も含めた形で再出発しようと「Racing ISESAKI Club」へと名前が変ったが、改称後の目立った活動はない。

## 新高崎競馬応援団の前身
2004年（平成16年）秋、群馬県営・高崎競馬は赤字経営を理由として廃止の方針が打ち出された。この方針に強く反発した一部の調教師、騎手、厩務員、馬主らが中心となって、「夢競馬を創る会／チームフェニックス」が旗揚げされる。この時、高崎競馬の調騎会の会長派は廃止賛成の方向へと大きく傾いており、チームフェニックスはこれに対抗する存続派によってつくられた。チームフェニックスは署名活動、行政への働きかけのほか、地方競馬参入に興味を示していたライブドア社長（当時）の堀江貴文を群馬に招いて小寺県知事と会談を実現させるなどしている。しかし、ライブドア参入は県によって却下され、高崎競馬は2004年（平成16年）12月31日をもって廃止されることが決まった。
こうした中、チームフェニックスのメンバーらによって、高崎競馬のトレーニング施設であった境町トレーニングセンター（群馬・伊勢崎市）に新たな競馬場をつくろうという計画が持ち上がる。その計画に賛同する関係者とその家族によって結成されたのが新高崎競馬応援団である。チームフェニックスの活動はテレビ東京のドキュメンタリー番組・ガイアの夜明け「優駿の叫び　～存続か廃止か　揺れる地方競馬～」として2005年（平成17年）1月18日に放送されている。

## 境町トレーニングセンター
高崎競馬場から東へ約20キロの位置にあった競走馬のためのトレーニング施設。境町トレーニングセンターには1周1200メートルと本場とほぼ同じ広さを持つ調教コースの他、厩舎、関係者のためのアパート、レース前日に騎手が滞在する調整ルームなどが点在していた。高崎競馬に所属する馬は、ここから馬運車で輸送されて競馬場へ向かった。土地は群馬県（6割）と民間人（4割）が所有しており、群馬県は地権者に借地料を払ってきた。高崎競馬の廃止に伴って境町トレーニングセンターも閉鎖となったが、新高崎競馬応援団は当時、この施設を利用して競馬場をつくろうと考えた。
境町トレーニングセンターは、平成17年度より渋谷武久代表取締役（元高崎競馬調騎会会長）らを中心に組織された「境共同トレーニングセンター」としてリニューアルされている。さらに、このトレーニングセンターは大井などの南関東地方競馬の外厩先としても指定された。廃止された同じ北関東ブロックの宇都宮競馬場の元調教師も境トレセンで厩舎を開業させている。

## ミニ競馬場構想
新たな競馬場は黒字化が絶対条件と考えた新高崎競馬応援団は、1日5レースで年間54日間開催するミニ競馬場構想を計画した。一日の競馬場の入場者は300人程度だが、馬券はインターネットや都心の場外施設でも販売する。この計画に拠れば年間の運営費は約6億円。馬券の売り上げで不足する分は、境町トレーニングセンター内の厩舎（500頭）を貸し馬房にして収入を得ようとしていた。つまり、育成施設と競馬場を併存させ、育成で得た利益を賞金に回そうというアイディアだった。この他、ネーミングライツの販売や日本中央競馬会（JRA）からの助成金も収入として試算されていた。新高崎競馬応援団はこのための運営会社を起業しようとしたが、登記直前、内部事情により断念した。ミニ競馬場構想に関しては、計画の見通しが甘いのではという批判も大きかった。

## 主な活動・事件

### ハルウララ招聘未遂事件
新高崎競馬応援団は2005年（平成17年）1月4日、移籍先のないサラブレッドの引き受け手を募る「競走馬をもらって会」を境町トレーニングセンターで開くことを決めた。この際、休養のため栃木県那須に放牧されていた高知競馬場所属のハルウララが馬主の安西美穂子とともに来場することが発表された。当時、安西オーナーはハルウララを管理していた宗石大調教師の意思に反して移送しており、ファンから反発を買っていた。
そのため、新高崎競馬応援団の行為にも多数の非難が寄せられ、ハルウララの招聘は中止。代わって、宗石大調教師を呼び寄せ、安西オーナーとの和解を仲介して記者会見を開くことになった。この記者会見はスポーツ紙などで大きく報道されたが、新高崎競馬応援団の存在はほとんど触れられなかった。また、ハルウララは高知競馬に戻らずにそのまま引退となった。

### 第1回 開設記念模擬レース
境町トレーニングセンターが競馬場として機能できることを訴えようと、2005年（平成17年）1月23日にファン200人を集めて模擬レースが行われた。4頭立て1200メートル戦が2鞍が組まれ、矢野貴之（現・大井競馬所属）、茂呂菊次郎（引退）、佐川久芳（引退）らが騎乗した。もちろん馬券の販売は行われず、予想が的中したファンには景品が配られた。しかし、こうした行為は境町トレーニングセンターから馬と人を退去させたい群馬県や競馬組合と対立を深める原因にもなった。

### 育成馬・休養馬の受け入れ
ミニ競馬場構想では境町トレーニングセンターに育成馬、休養馬を受け入れて収益をあげることが不可欠だった。また、競馬場開設まで関係者の収入を確保する手段も求められていた。そのため、新高崎競馬応援団は中央競馬や南関東競馬の馬主にダイレクトメールを送ったり、馬事通信に広告を掲載するなどして預託馬を集めることにした。預託料は一ヶ月13万6500円。新たな馬の入厩を禁止していた群馬県からも、一時的な措置として入厩禁止解除を取り付けた。2005年（平成17年）1月中旬から預託馬の入厩は始まり、一時は100頭近くまでになった。立ち退きを求める群馬県は家賃等の受け取りを拒否したため、調教師らは法務局に供託する手段で対抗した。

### 調教師宅・防風林伐採事件
2005年（平成17年）1月27日、新井次郎調教師宅の防風林として植えられていた約30本の木々が、群馬県競馬組合の職員によって無断で伐採された。また、ドアも開けることができないよう釘を打ち付けた。この時、新井調教師は不在だった。新高崎競馬応援団は故意の嫌がらせだと抗議。競馬組合は詫び状を提出した上で過失を主張した。この事件は民事裁判にまで発展したが、和解によって終結したため真相は明らかにされていない。群馬県と新高崎競馬応援団の緊張関係を象徴する出来事だった。

### 第1回 有識者会議
新高崎競馬応援団はインターネットで競馬ファンの支持を集めたいと考え、ブログを開設して情報を発信したり、ファンクラブに登録してもらってメールを送信するなどしていた。さらにこうした活動を広げようと、競馬関連のサイト、ブログを運営するファンに声をかけて、2005年（平成17年）2月16日に東京湾の船上で開いたのが「第1回 有識者会議」である。この会議の詳しい内容は非公開とされたため、インターネットでは透明性を高めるべきだと批判する声もあった。以後、有識者会議は活動が休止するまで開かれることはなかった。

### 第2回 模擬レース
2005年（平成17年）3月20日、ファン250人を集めて第2回模擬レースが行われた。前回と同じ4頭立て1200メートル戦が1鞍組まれ、ミスターピンクの愛称で知られる内田利雄（元・宇都宮）のほか、三井健一（現・道営）、赤見千尋（引退・現競馬評論家）、茂呂菊次郎（引退）の4騎手が騎乗した。レース終了後はトークショーや厩舎見学会、ミニ競馬場構想の説明会も行われた。だが、これがファンの前で行われた新高崎競馬応援団による最後のイベントになった。

## 境町トレーニングセンターからの撤退
新高崎競馬応援団の活動は、円満に競馬場廃止に幕を引きたい群馬県と常に対立する構図で行われてきた。そのため、参加する調教師のなかには新高崎競馬応援団の方針に不満を持つ人々もいた。2005年（平成17年）3月、新高崎競馬応援団が運営会社の法人登記をしようとする直前、調教師の半数が分裂。群馬県の反対する競馬開催はあきらめて、境町トレーニングセンターを育成施設として再生する「境共同育成センター」案を発表した。育成センター建設派は第2回模擬レースへの協力も拒否し、日常の調教でも度々両者の間でトラブルが発生するようになった。群馬県は境共同育成センターを認める代わりとして、調教師らが県への対抗策として行ってきた家賃の供託を取り下げるよう要求した。2005年（平成17年）7月、共倒れを懸念した新高崎競馬応援団の調教師らは供託金を取り下げ、境町トレーニングセンターから撤退することを決めた。こうして半年強に渡った新高崎競馬応援団は実質的な活動を終えることになった。

## 新高崎競馬応援団のその後
中心メンバーだった法理勝弘調教師は、大規模育成施設である天栄ホースパーク（福島県）の場長へ就任したのち、笠松競馬場に移籍。森山英雄調教師も法理より前に笠松競馬場へ移籍している。境町トレーニングセンターに残った調教師らは境共同トレーニングセンターを設立。2006年（平成18年）初めから預託事業に乗り出している。2006年（平成18年）8月11日、境共同トレーニングセンターは南関東地区における認定厩舎所在施設第一号となった。